# Siegel Colorados
Das große Siegel des US-Bundesstaates Colorado ist eine Adaption des Territorialsiegels, welches von der ersten Territorialversammlung am 6. November 1861 festgelegt wurde.

## Beschreibung
Die einzigen Änderungen, die an diesem Siegel gegenüber der aktuellen Fassung vorgenommen wurden, ist das Einfügen der Worte „State of Colorado“ und „1876“ für die entsprechenden Stellen auf dem Territorialsiegel. Die erste Generalversammlung von Colorado nahm dieses veränderte Siegel am 15. März 1877 an. Einzig der mit den Außenangelegenheiten betraute Minister von Colorado ist autorisiert, das Siegel an beliebigen Dokumenten anzubringen.
Es ist festgelegt, dass das Siegel zweieinhalb Zoll Durchmesser hat und folgende Elemente beinhaltet:
Zu oberst, innerhalb eines Dreiecks, ist das Auge der Vorsehung oder „Allsehendes Auge“, von dem aus sich stilisierte Lichtstrahlen nach links und rechts erstrecken. Unterhalb des Auges ist eine Schriftrolle, das Liktorenbündel, ein Bündel aus Birken- oder Ulmenholz zusammen mit einer Kampfaxt. Dieses wird durch Bänder zusammengehalten.
Auf einem roten, weißen und blauen Band finden sich die Worte „Union and Constitution“.
Das Bündel von Stäben symbolisiert die Stärke, die dem einzelnen Stab fehlt. Die Axt steht für Autorität und Führungsstärke.
Darunter befindet sich ein Heraldikschild, der in seiner oberen Hälfte auf einem roten Hintergrund drei Berge mit schneebedeckten Spitzen und Wolken abbildet. Die untere Hälfte stellt zwei typische Bergarbeiterwerkzeuge, die Picke und den Vorschlaghammer, dar, welche gekreuzt auf einem goldenen Hintergrund angeordnet sind.
Unterhalb des Schilds befindet sich in einem Halbkreis das lateinische Motto „Nil Sine Numine“, zu Deutsch „Nichts ohne Gott“. Ganz unten findet man die Jahreszahl 1876, das Jahr, in dem Colorado ein vollwertiger Bundesstaat wurde.
Das Design des Territorialsiegels, welches als Vorlage für das Staatssiegel diente, wurde verschiedenen Leuten zugeschrieben, aber die Einzelperson die hauptverantwortlich dafür war, war Territorialvorsteher Lewis Ledyard Weld, welcher im Juli 1861 von Präsident Abraham Lincoln ernannt worden war.
Es gibt auch Beweise dafür, dass Territorial-Gouverneur William Gilpin zumindest teilweise mit am Design gearbeitet hat. Sowohl Weld als auch Gilpin waren in den Bereichen Kunst und Heraldik bewandert. Elemente der Familienwappen von Weld und Gilpin lassen sich im Siegel wiederfinden.